# Сімо-Камаґарідзіма
Сімо-Камаґарідзіма (яп. 下蒲刈島村, しもかまがりじまむら, сімо-камаґарі-дзіма мура) — колишнє село в Японії, в повіті Акі префектури Хіросіма. Засноване 27 липня 1891 року. Займало територію острова Сімо-Камаґарі та західну частину острова Камі-Камаґарі. Станом на 1957 рік населення становило 4 970 осіб. 1 січня 1962 року перетворене на містечко Сімо-Камаґарі. 1 квітня 2003 року територія колишнього села увійшла до складу міста Куре.

## Історія
Село Сімо-Камаґарідзіма було засновано 27 липня 1891 року шляхом розподілу села Камаґарідзіма. До новоутвореного села відійшли поселення Санносе та Сімодзіма на острові Сімо-Камаґарі, а також поселення Мукаї на острові Камі-Камаґарі.
1899 року в Сімо-Камаґарідзіма розпочала роботу філія Камаґарі ощадного банку Ніґата. За шість років розпочалася електрифікація села.
1905 року з району Сімодзіма виокремився район О-Дзідзо.
1909 року в районі Сімодзіма спалахнула велика пожежа. Під час неї постраждало 59 сімей та згоріло 70 будинків.
1911 року влада префектури Хіросіми провела господарську перевірку Сімо-Камаґарідзіма й оцінила економічний стан звичайних селян як дуже добрий.
На початку 20 століття єдиним транспортним засобом Сімо-Камаґарідзіми, який сполучав її з іншими населеними пунктами та остовами, були вітрильні пороми із кормовим веслом. Вони ходили раз на день з місцевості Місіро на острові Сімо-Камаґарі до поселень Кавадзірі, Ніґата й Аґа на острові Хонсю. Пороми, що направлялися до перших двох поселень, перевозили вантажі, а ті, що пливли до останнього поселення, — два десятки пасажирів. З 1920-х років, у зв'язку з відкриттям філії військового арсеналу в містечку Хіро, було відкрито новий поромний маршрут до Наґахами.
1925 року в селі Сімо-Камаґарідзіма було проведено телефон.
1947 року район Мукаї на острові Камі-Камаґарі був виділений в окреме село Мукаї. Того ж року в районі Санносе відкрилася середня школа Сімо-Камаґарі.
1960 року влада префектури Хіросіма проклала в Сімо-Камаґарідзімі асфальтований префектурний автошлях. Завдяки цьому на острові Сімо-Камаґарі розпочав роботу місцевий автобус.
1961 року село Сімо-Камаґарідзіма отримало статус острівного поселення, що потребує особливої уваги і сприяння. 1 січня 1962 року село перейменували в Сімо-Камаґарі й того ж дня надали статус містечка Японії.